# Allium moderense
Allium moderense — вид рослин з родини амарилісових (Amaryllidaceae); ендемік Ірану.

## Поширення
Ендемік Марказі, Ірану.